# ولوو اس۷۰
ولوو اس۷۰ (Volvo S۷۰) خودرویی است که در سال‌های ۱۹۹۸ تا ۲۰۰۰ توسط شرکت ولوو در سوئد، هالیفاکس کانادا و بلژیک تولید شده‌است. طراحی آن موتور جلو، خودرو محور جلو و خودرو چهار چرخ محرک بوده طول آن در حالت طبیعی ۴٬۷۲۲ میلیمتر (۱۸۵٫۹ اینچ) و عرض آن در حالت طبیعی ۱٬۷۶۰ میلیمتر (۶۹٫۳ اینچ) است. سیستم جعبه‌دندهٔ آن ۵ دنده به دو صورت خودکار و دستی است.

## نگارخانه

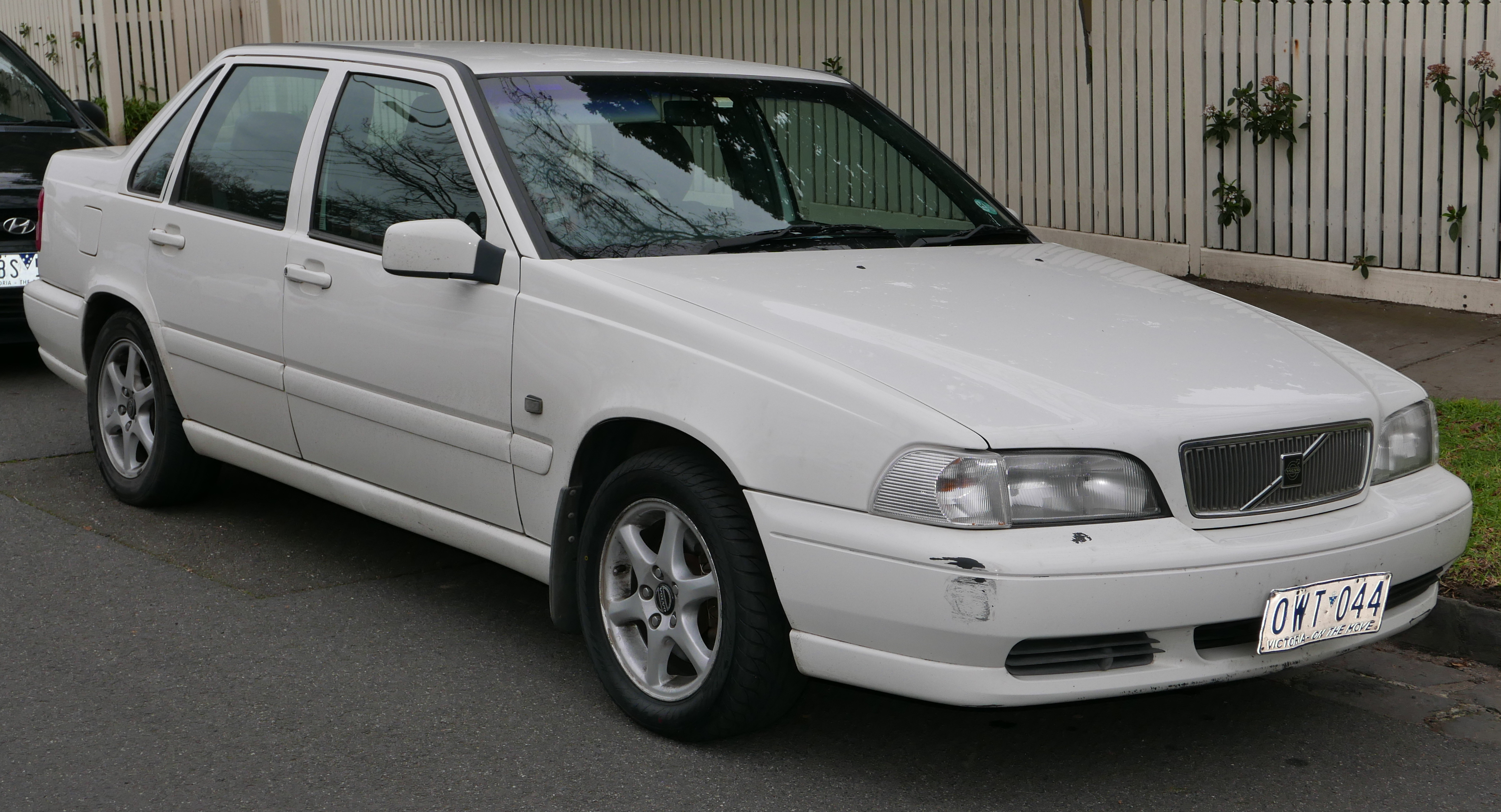
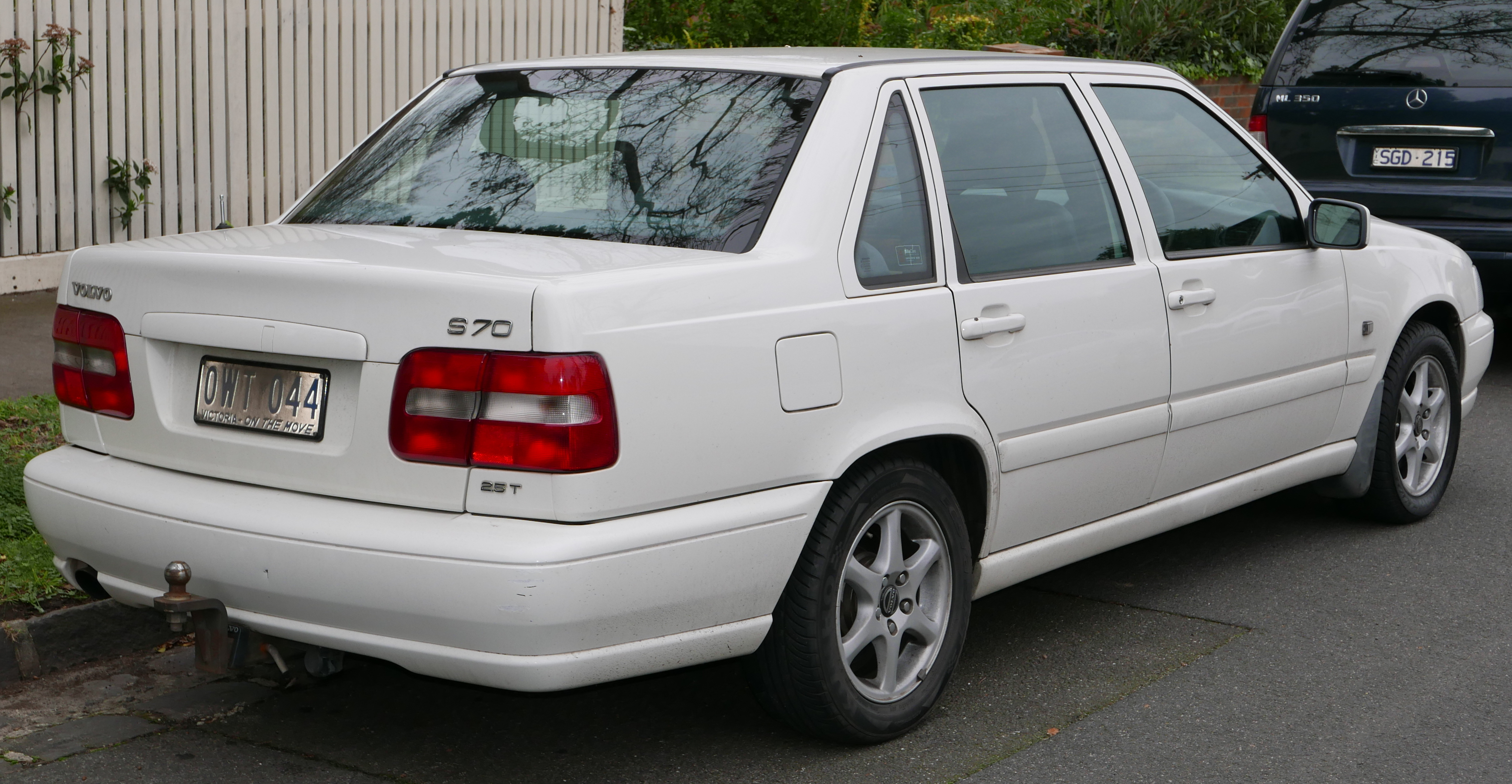